# POV (Point of View)
POV (Point of View) è un video live di Peter Gabriel registrato nel 1987 ma messo in commercio solo nel 1990.
È stato registrato al Lykabettus Theatre di Atene nel 1987 durante il So Tour ma in forma parziale; la versione integrale fu pubblicata solo tra il 2012, nell'edizione Immersion 8 Disc Box Set per il 25º anniversario dell'album So, e il 2013 in versione Blu-ray con l'aggiunta del DVD Play.

## Tracce

### Versione 1990
1. This Is The Picture
2. San Jacinto
3. Shock The Monkey
4. Games Without Frontiers
5. No Self Control
6. Mercy Street
7. Sledgehammer
8. Solsbury Hill
9. Lay Your Hands
10. Don't Give Up
11. In Your Eyes
12. Biko

### Versione 2012
1. This Is The Picture
2. San Jacinto
3. Shock The Monkey
4. Family Snapshot
5. Intruder
6. Games Without Frontiers
7. No Self Control
8. Mercy Street
9. The Family And The Fishing Net
10. Don't Give Up
11. Solsbury Hill
12. Lay Your Hands On Me
13. Sledgehammer
14. Here Comes The Flood
15. In Your Eyes
16. Biko

Contenuti Speciali
- Sledgehammer (video musicale)
- Youssou N'Dour and Le Super Etoile de Dakar
- Intervista con Peter Gabriel e Paul Gambaccini (1986)